# Pseudoeconesus squamosus
Pseudoeconesus squamosus är en nattsländeart som beskrevs av Mosely in Mosely och Douglas E. Kimmins 1953. Pseudoeconesus squamosus ingår i släktet Pseudoeconesus och familjen Oeconesidae. Inga underarter finns listade i Catalogue of Life.